# Rezerwat (film)
Rezerwat – polski film fabularny z 2007 roku w reżyserii Łukasza Palkowskiego. Film opowiada o życiu mieszkańców warszawskiej Pragi, pokazanym z perspektywy lokatorów pewnej zrujnowanej kamienicy. Duża część filmu dzieje się przy ul. Stalowej.
Film zdobył szereg nagród na festiwalach: Tarnowska Nagroda Filmowa (Tarnów, 2007), Koszalińskie Spotkania Filmowe „Młodzi i film” (Koszalin, 2007), Ińskie Lato Filmowe (Ińsko, 2007), Festiwal Filmu i Sztuki „Dwa Brzegi” (Kazimierz Dolny, 2007)  i 32. Festiwalu Polskich Filmów Fabularnych (Gdynia, 2007).
Zdjęcia do filmu rozpoczęły się 8 sierpnia 2006.

## Fabuła
Fotograf Marcin wskutek nieszczęśliwego zbiegu okoliczności traci mieszkanie. Zdesperowany decyduje się na wynajęcie mieszkania w kamienicy na owianej legendą warszawskiej Pradze. Trafia między ludzi tworzących zgrany kolektyw, żyjących według swoich wypracowywanych latami zasad. Marcin początkowo obserwuje swoich nowych sąsiadów z dystansem i poczuciem wyższości, jako ciekawe kuriozum. Traktuje ich użytkowo: jako materiał do zleconego fotoreportażu, czy pretekst do wytargowania zniżki u kamienicznika.
W zbliżeniu się do sąsiadów, zrozumienia ich i zaprzyjaźnienia się z nimi nieoczekiwanie pomagają mu dwie osoby. Nastolatek Grzesiek początkowo prześladuje Marcina, niszczy jego lustro w czasie przeprowadzki, wybija szyby w jego mieszkaniu, kradnie mu aparat. Kiedy chłopak uciekając przed Marcinem wpada pod samochód, w szpitalu fotograf poznaje matkę Grześka. Dowiaduje się od niej, że chłopiec jest bardzo samotnym dzieckiem i chuligańskimi wybrykami próbuje zwrócić na siebie uwagę Marcina, bo bardzo interesuje się robieniem zdjęć.
Fryzjerka Hanka pierwsza zaczepia Marcina kiedy wprowadza się do nowego domu. Rozmawiają kilka razy, on pozwala jej skorzystać z łazienki, gdy u niej w mieszkaniu są kłopoty z wodą. Przełomem w ich relacji okazuje się spontaniczna sesja fotograficzna. Na zdjęciach Marcina Hanka po raz pierwszy dostrzega w sobie piękną kobietę i budzi się w niej poczucie własnej wartości i godności.

## Obsada
- Marcin Kwaśny – fotograf Marcin Wilczyński
- Sonia Bohosiewicz – Hanka, sąsiadka Marcina
- Grzegorz Palkowski – Grześ
- Artur Dziurman – taksówkarz Roman, były policjant, sąsiad Marcina
- Tomasz Karolak – bandyta Rysiek, narzeczony Hanki, sąsiad Marcina
- Krzysztof Janczar – właściciel kamienicy
- Mariusz Drężek – dziennikarz Marek, kolega Marcina
- Bożena Adamek – matka Grzesia
- Mikołaj Müller – fotograf pomagający Grześkowi
- Jan Stawarz – wygadany pijak, sąsiad Marcina
- Violetta Arlak – wścibska kioskarka Krysia
- Ryszard Chlebuś – monter „Wąs”
- Waldemar Czyszak – monter „Nijaki”
- Danuta Borsuk – kobieta w sklepie